# 佛朗哥·贝尔蒂尼
佛朗哥·贝尔蒂尼（義大利語：Franco Bertini，1938年8月28日—），意大利男子篮球运动员。他曾代表意大利获得1964年夏季奥运会男子篮球比赛第五名。他也参加了1963年世界篮球锦标赛。